# Georg Mickley
Georg Mickley (* 4. August 1816 in Alt Bliesdorf; † 18. August 1889 in Freienwalde) war ein deutscher Orgelbauer.

## Leben
Georg Mickley wurde als Sohn des Alt Bliesendorfer Tischlermeisters geboren. Man nimmt an, dass er nach dem Erlernen des Tischlerhandwerkes bei seinem Vater nach Breslau ging. Dort wurde er zum Orgelbauer bei Johann Christian Benjamin Müller (1771–1847) ausgebildet. Dieser galt als Erfinder der Portunalflöte, einer offenen Holzflöte zu 8' und 4', welche später in den Orgeln von Mickley ebenfalls zu finden war. Als Geselle arbeitete er bei Gottlieb Heise (1785–1847) in Potsdam. Der Einfluss von Heise findet sich ebenfalls in seinen Werken wieder. Im Jahre 1846 eröffnete er eine eigene Werkstatt in Freienwalde. Die Tischler- und Orgelbauwerkstatt befand sich in der Kietzer Straße (spätere Uchtenhagenstraße 3). Am 1. März 1847 heiratete er Albertine Wilhelmine Köbeler (* 3. April 1823 Freienwalde; † 23. Dezember 1879). Aus der Ehe gingen zehn Kinder hervor, der älteste Sohn wurde ebenfalls Tischlermeister, jedoch übernahm keines der Kinder die Orgelbauwerkstatt.

## Werke (Auswahl)
Von Georg Mickley sind einige Orgelneubauten in der Umgebung von Freienwalde bekannt, dazu Reparaturen, Wartungen und Dispositionsänderungen. Einige Instrumente sind erhalten. Nicht mehr vorhandene Instrumente sind kursiv gesetzt.
| Jahr      | Ort                 | Gebäude                      | Bild | Manuale | Register | Bemerkungen |
| --------- | ------------------- | ---------------------------- | ---- | ------- | -------- | --- |
| 1849      | Genshagen           | Dorfkirche                   |      |         |          | Gehäuse ist erhalten |
| 1850      | Wuschewier          | Schul- und Bethaus           |      | I/p     | 6        | 1996/1997 restauriert durch Scheffler |
| 1851      | Gersdorf            | Dorfkirche                   |      | I/P     | 10       | 2014 Instandsetzung von Eberswalder Orgelbau mit zwei spielbaren Registern |
| 1851      | Frankenfelde        | Dorfkirche                   |      |         |          | 2001 restauriert |
| 1855      | Freienwalde         | Kirche auf dem Gesundbrunnen |      |         |          | Die Feuchtigkeit in der Fachwerkkirche setzte der Orgel zu, so dass sie 1879 bereits repariert werden musste. Nach dem Abriss der Kirche 1883 sollte sie in den neu errichteten Schulsaal übernommen werden, ist nicht erhalten. |
| um 1859 ? | Freienwalde         | St. Georg                    |      | I/p     | 4        | Interimsorgel, 1881 ersetzt durch neue Mickley-Orgel |
| 1858      | Willmersdorf        | Dorfkirche                   |      |         |          | teilweise bespielbar |
| 1859      | Schulzendorf        | Dorfkirche                   |      |         |          | erhalten |
| 1860      | Biesdorf            | Dorfkirche                   |      |         |          | nicht bespielbar |
| 1866      | Reichenow           | Dorfkirche                   |      |         |          | nicht erhalten |
| 1874      | Hohensaaten         | Dorfkirche                   |      | II/P    | 9        | erhalten |
| 1879      | Finowfurt Steinfurt | Dorfkirche                   |      |         |          | Orgel |
| 1881      | Freienwalde         | St. Georg                    |      |         |          | nicht erhalten |

Weitere Arbeiten
- 1859 Harnekop, Dorfkirche, Angebot zum Neubau, nicht angenommen, Orgel nach St. Georg in Freienwalde (?)[17]